# Las Vegas Film Critics Society Award per la miglior canzone
Il Las Vegas Film Critics Society Award per la migliore canzone è una categoria di premi assegnata da Las Vegas Film Critics Society, per la canzone dell'anno. Il titolo del premio è talvolta mutato in miglior canzone originale.

## Vincitori e candidati
I vincitori sono indicati in grassetto.
- 1997
  - My Heart Will Go On, musica di James Horner, testo di Will Jennings - Titanic (Titanic)
- 1998
  - Freak, The Mighty, musica e testo di Sting - Basta guardare il cielo (The Mighty)
- 1999
  - Beautiful Stranger, musica e testo di Madonna - Austin Powers - La spia che ci provava (Austin Powers: The Spy Who Shagged Me)
  - Save Me, musica e testo di Aimee Mann - Magnolia (Magnolia)
  - You'll Be in My Heart, musica e testo di Phil Collins - Tarzan (Tarzan)
  - When She Loved Me, musica di Sarah McLachlan, testo di Randy Newman - Toy Story 2 - Woody e Buzz alla riscossa (Toy Story 2)
  - The World Is Not Enough, musica dei Garbage, testo di David Arnold - Agente 007 - Il mondo non basta (The World Is Not Enough)
- 2000
  - Things Have Changed, musica e testo di Bob Dylan - Wonder Boys (Wonder Boys)
  - Fever Dog, testo di Nancy Wilson, musica degli Stillwater - Quasi famosi (Almost Famous)
  - My Funny Friend And Me, musica e testo di Sting - Le follie dell'imperatore (The Emperor's New Groove)
  - Meet the Parents, musica e testo di Randy Newman - Ti presento i miei (Meet the Parents)
  - The Tower That Ate People, musica e testo di Peter Gabriel - Pianeta rosso (Red Planet)
- 2001
  - May It Be, musica e testo di Enya - Il Signore degli Anelli - La Compagnia dell'Anello (The Lord of the Rings: The Fellowship of the Ring)
- 2002
  - The Hands That Built America, musica e testo degli U2 - Gangs of New York (Gangs of New York)
- 2003
  - School of Rock, musica e testo di Sammy James Jr. e Mike White - School of Rock (The School of Rock)
- 2004
  - Old Habits Die Hard, musica e testo di Mike Jagger e David A. Stewart - Alfie (Alfie)
- 2005
  - Travelin' Thru, musica e testo di Dolly Parton - Transamerica (Transamerica)
- 2006
  - Ordinary Miracle, testo di David A. Stewart e Glen Ballard, musica di Sarah McLachlan - La guerra di Charlie Wilson (Charlie Wilson's War)
- 2007
  - Walk Hard, testo di Marshall Crenshaw, John C. Reilly, Judd Apatow e Jake Kasdan - Walk Hard: La storia di Dewey Cox (Walk Hard: The Dewey Cox Story)
- 2008
  - Another Way to Die, testo di Jack White, musica di Jack White & Alicia Keys - Quantum of Solace